# Taha Alawi
Taha Sayed Alawi (* 31. Dezember 1986) ist ein ehemaliger bahrainischer Radrennfahrer.
Taha Alawi wurde 2006 bei den Asienspielen in Doha 14. im Einzelzeitfahren. In der Saison 2008 gewann er den Spring Cycle Classic und die Gesamtwertung bei der Tour of the AGCC Arab Gulf. Außerdem belegte er den dritten Platz beim Goys President Cup. 2009 fuhr Alawi für das katarischen Doha Team und gewann bei der Arab Gulf Cycling Championship in Manama die Bronzemedaille im Einzelzeitfahren.

## Teams
- 2009 Doha Team